# 贺友直
贺友直（1922年11月—2016年3月16日），生于上海，祖籍宁波北仑新碶西街，中國连环画作家。

## 生平
从事连环画创作50多年，曾任上海人民美术出版社编审，中国美术家协会第四届常务理事、连环画艺术委员会主任，上海市美术家协会第四届副主席，中国连环画研究会第二届副会长等职，享受国务院特殊津贴，2016年3月16日中午在在上海住處的卫生间里突然休克，隨即送到瑞金医院搶救，至晚上7时35分去世。

## 代表作品
- 《福贵》，作于1949年10月，处女作
- 《火车上的战斗》，出版于1952年，获1957年全国青年美术作品展览一等奖
- 《山乡巨变》，被认为是中国连环画史上里程碑式杰作，获1963年全国第一届连环画评奖会一等奖（文化部与中国美术家协会举办）
- 《白光》
- 《朝阳沟》
- 《连升三级》
- 《十五贯》
- 《小二黑结婚》
- 《申江风情录》
- 《孔老二罪恶的一生》
- 《贺友直全集》，分为26卷，第1卷至第16卷为连环画卷，2022年11月20日由上海人民美术出版社出版。《贺友直全集》收录了贺友直已发表、部分未发表的美术作品，以及文论、书信等文书，时限上起1949年9月、下迄2016年3月。[4]